# يلينا كونداكوفا
يلينا كونداكوفا (بالروسية: Кондакова, Елена Владимировна)‏ (و. 1957 – م) هي مهندسة، ورائدة فضاء، وسياسية من روسيا . ولدت في مايتشي .تولت منصب عضو مجلس الدوما .

## ريادة الفضاء
شاركت في المهمات الفضائية:
- Soyuz TM-20
- STS-84.

## التعليم
تعلمت في الأكاديمية الدبلوماسية التابعة لوزارة الخارجية الروسية، وجامعة موسكو التكنولوجية

## جوائز
حصلت على جوائز منها:
- بطل الاتحاد الروسي (وسام)
- Medal "For Merit in Space Exploration".